# The Singers Unlimited
The Singers Unlimited was een Amerikaanse zanggroep, opgericht door Eugene "Gene" Thomas Puerling in Chicago in 1967 en was actief tot 1981.

## Bezetting
- Gene Puerling[4] († 2008), (bariton, arrangeur)
- Bonnie Herman[5] (sopraan)
- Don Shelton[6] (tenor)
- Len Dresslar[7] († 2005), (bas)

## Geschiedenis
The Singers Unlimited bestond uit Puerling (bariton en arrangeur), Len Dresslar (bas), Don Shelton (tenor) en Bonnie Herman (sopraan). Het professionele solistenkwartet werkte aanvankelijk vooral voor de muzikale reclamewereld. Voor een kerstgeschenk aan hun reclamebureaus produceerde Singers Unlimited het bekende The Beatles-nummer The Fool on the Hill van het Beatles-album Magical Mystery Tour in een arrangement van Gene Puerling, dat het begin markeerde van hun samenwerking met het jazzlabel Musik Produktion Schwarzwald (MPS) in Villingen en waarin het typische geluid van de groep al was aangegeven.
Het zangkwartet ontmoette in 1971 de muziekproducent en eigenaar Hans Georg Brunner-Schwer van MPS, door bemiddeling van de Canadese jazzpianist Oscar Peterson. Peterson stond bij hem onder contract en kende ook de demotape met het Puerling-arrangement van het McCartney-nummer. Vervolgens werden in totaal 15 albums geproduceerd met de Singers Unlimited in de opnamestudio's van MPS van 1971 tot 1980, en in 1972 werd hun eerste a-capella-album bekroond met de in 1963 opgerichte German Record Award.
De onmiskenbare stijl van Singers Unlimited kenmerkte zich enerzijds door de vocale arrangementen, afgewisseld met complexe harmonie en filigrane stembegeleiding door Gene Puerling en hun studioproductie, die gerealiseerd werd op het hoogste niveau, en anderzijds door de consequente exploitatie van verschillende elektro-akoestische manipulatiemogelijkheden, die MPS hen gaf met een van de modernste opnamestudio's die die tijd te bieden had. Voor de uitbundige studioproducties werd een 16-track tapemachine gebruikt, die destijds uiterst zeldzaam was, wat zorgde voor de nodige perfectie in de extra samenstelling van het orkestrale vocale geluid. Een live optreden van het zangkwartet was dan ook totaal uitgesloten.
Gene Puerling (1929-2008) was een autodidactische muzikant en deed uitgebreide ervaring op als zanger en arrangeur in de close harmony zanggroep The Hi-Lo's, die hij in 1953 formeerde, een qua stijl vernieuwend en bekend a-capella-mannenzangkwartet in de Verenigde Staten. Vanaf 1959 behoorde ook de tenor Don Shelton tot de groep, die rond 1964 werd ontbonden. Puerling werkte later in de opnamestudio's van de jingle-industrie in Chicago, waar hij de twee studiozangers Len Dresslar en Bonnie Hermann ontmoette. Puerling ontving een Grammy Award voor zijn vocale bewerking van het nummer A Nightingale Sang in Berkeley Square, dat hij maakte voor The Manhattan Transfer en hij werd in de loop van zijn carrière voor nog eens 14 arrangementen genomineerd.
Samen met de nieuwe muzikale mogelijkheden van de sopraanstem van Bonnie Herman, een uitgebreid gebruik van de verwerkingstechniek gebaseerd op het afspelen, waarbij de twee hogere mannenstemmen van Don Shelton en Gene Puerling de vierstemmige koorzetting vaak uitbreidden tot een zesstemmige koorzetting, het meervoudig overdubben met de meersporenrecorder en een gecompliceerde, op dat moment nog volledig analoge opnametechniek, ontstond uit het solistenkwartet een geheel nieuwe, buitengewoon volumineuze en hoogst artificiële a capella koorklank, typerend voor The Singers Unlimited, die in latere producties werd aangevuld door de deelname van verschillende bekende instrumentalisten.
In 1981 verscheen het laatste studioalbum Easy to Love van het solistenkwartet. Dit werd gevolgd door de publicatie van talrijke compilaties en compilaties van eerdere opnames door MPS Records.

## Discografie
- 1971: In Tune (met Oscar Peterson Trio)
- 1971: A Capella
- 1972: Christmas
- 1973: Four Of Us (met Don Shelton Quartett)
- 1973: Invitation (met Art Van Damme)
- 1974: Sentimental Journey (met Robert Farnon Orchestra)
- 1975: A Special Blend (met Clare Fischer Orchestra)
- 1975: A Capella II
- 1975: Feeling Free (met Clare Fischer Orchestra)
- 1976: Eventide (met Robert Farnon Orchestra)
- 1976: Friends (met Pat Williams Orchestra)
- 1977: Just In Time (met Roger Kellaway Quintett)
- 1979: The Singers Unlimited (met Rob McConnell en the Boss Brass)
- 1980: A Capella III
- 1981: Easy to Love (met Les Hooper Orchestra)